# Бардаускене, Вильгельмина Ансельмовна
Вильгельмина Ансельмовна Барда́ускене (лит. Vilhelmina Augustinavičiūtė-Bardauskienė, род. 15 июня 1953, Пакруойис) — советская спортсменка (лёгкая атлетика). Экс-рекордсменка мира по прыжкам в длину (7,07; 7,09), первой в мире среди женщин прыгнула в длину дальше семи метров. Заслуженный мастер спорта СССР (1978).

## Биография
Занималась прыжками в длину с 14 лет. Тренировалась у Я. Я. Годовича и И. Тер-Ованесяна.
Из-за травмы и рождения сына (1975) имела перерыв в выступлениях в 1974—1976 годах. С 1983 года — тренер спортивного общества «Динамо».
В 1987 году ИААФ назвала Вильму в числе 10 лучших прыгуний мира за всю историю (пятое место).

## Выступления на соревнованиях
| Год  | Город | Дисциплина     | Результат               | Дата       | Место |
| ---- | ----- | -------------- | ----------------------- | ---------- | ----- |
| 1978 | Прага | Прыжки в длину | 7,09 WR* (квалификация) | 29 августа | 1     |
| 1978 | Прага | Прыжки в длину | 6,88                    | 30 августа | I     |

### Чемпионаты СССР
| Год  | Город   | Результат | Дата           | Место |
| ---- | ------- | --------- | -------------- | ----- |
| 1977 | Москва  | 6,28      | 26—29 июля     | III   |
| 1978 | Тбилиси | 6,82      | 15—19 сентября | I     |